# Tarnowo Podgórne (gemeente)
De gemeente Tarnowo Podgórne is een landgemeente in het Poolse woiwodschap Groot-Polen, in powiat Poznański.
De zetel van de gemeente is in Tarnowo Podgórne.
Op 30 juni 2004 telde de gemeente 17 743 inwoners.

## Oppervlakte gegevens
In 2002 bedroeg de totale oppervlakte van gemeente Tarnowo Podgórne 101,4 km², waarvan:
- agrarisch gebied: 79%
- bossen: 7%

De gemeente beslaat 5,34% van de totale oppervlakte van de powiat.

## Demografie
Stand op 30 juni 2004:
| Omschrijving                   | Totaal | Totaal | Vrouwen | Vrouwen | Mannen | Mannen |
| ------------------------------ | ------ | ------ | ------- | ------- | ------ | ------ |
| eenheid                        | aantal | %      | aantal  | %       | aantal | %      |
| inwoners                       | 17 743 | 100    | 9033    | 50,9    | 8710   | 49,1   |
| bevolkingsdichtheid (inw./km²) | 175    | 175    | 89,1    | 89,1    | 85,9   | 85,9   |

In 2002 bedroeg het gemiddelde inkomen per inwoner 2852,09 zł.

## Administratieve plaatsen (sołectwo)
BaranowoBatorowo, Ceradz Kościelny, Chyby, Góra, Jankowice, Kokoszczyn, Lusowo, Lusówko, Przeźmierowo, Rumianek, Sady, Sierosław, Swadzim, Tarnowo Podgórne, Wysogotowo.

## Aangrenzende gemeenten
Buk, Dopiewo, Duszniki, Kaźmierz, Poznań, Rokietnica
- Virtual International Authority File: 152259383